# Zicklacke
Le Zicklacke, anciennement aussi Zicksee est un lac de soude peu profond situé au nord-ouest d'Illmitz, un village de la plaine steppique pannonienne, dans l'est de l'Autriche. Zick vient du hongrois et veut dire soude.

## Évolution

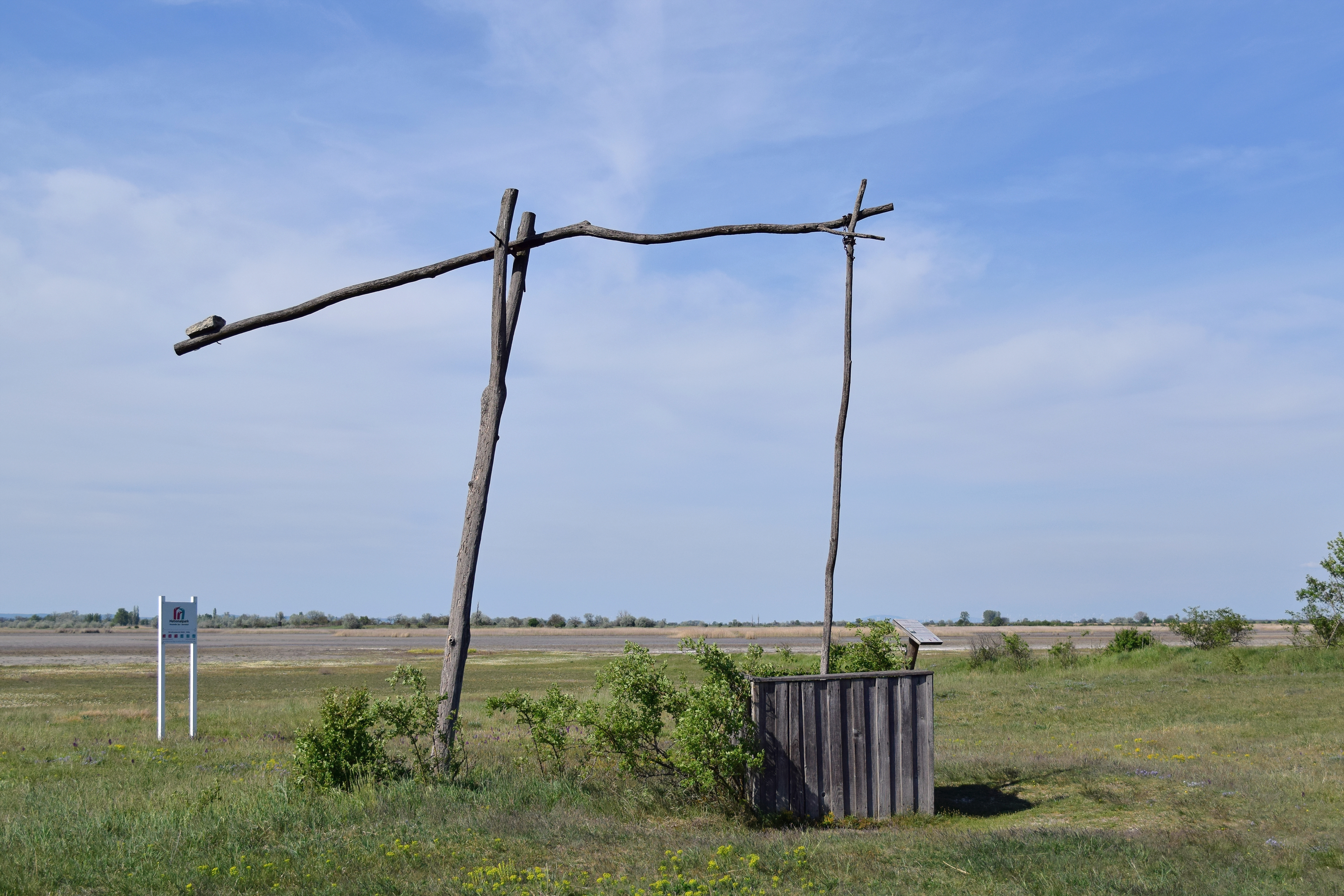
Puits pour abreuver le bétail

Ce lac de soude, endoréique, faisait initialement partie du lac de Neusiedl mais en a été progressivement séparé au cours des derniers millénaires par la formation d'un cordon littoral sablonneux appelé localement Seedamm. Initialement, même s'il pouvait parfois être pratiquement à sec, le niveau du lac de Neusiedl pouvait varier de près de 4 mètres, ce qui est considérable dans une région particulièrement plate. Au fil du temps, les hommes se sont donc efforcés de drainer et d'assécher les terres environnantes pour faciliter leur mise en culture, en particulier à partir du milieu du XIXe siècle. Leur inondation régulière ne permettait alors que le pâturage extensif des bœufs. Dès lors, la surface occupée par les lacs s'est considérablement réduite et ils se sont morcelés en plus petites unités. Alors que le Zicklacke était encore parfois relié au lac de Neusiedl à la fin du XVIIIe siècle comme le montre la carte joséphinienne établie dans les années 1780, il en est déjà clairement séparé dans la carte de François-Joseph (de) réalisée dans les années 1870. Bien que le lac de Neusiedl ait été presque asséché pendant ces années, le Zicklacke était encore au centre d'un système de lac couvrant 424 hectares. Au sud, le Kirchsee en est par exemple déjà séparé. 
La mise en service du Einser-Kanal (de) en 1911 a permis d'abaisser considérablement le niveau du lac de Neusiedl et a ouvert la possibilité de construire des fossés de drainage efficaces pour les lacs de la commune d'Illmitz, chose qui fut faite dans les années 1930. Creusés au milieu des lacs, deux fossés dirigent d'abord les eaux du Kirchsee (101 ha à l'époque) et du Pfarrsee vers le Zicklacke. Le fossé du Pfarrsee sert alors également à l'évacuation des eaux usées du village d'Illmitz. Les eaux sont ensuite évacuées par un canal vers le lac de Neusiedl. L'objectif était alors de les transformer entièrement en terres cultivables. Ces mesures ont progressivement conduit à la formation d'une roselière sèche de 80 ha sur toute la partie nord du Zicklacke (133 ha en 1942, 53 en 2012).
À partir des années 1960, le goudronnage d'une route sur une digue en sépare définitivement sa partie est, le Krötenlacke (30 ha). L'assèchement se poursuit à l'époque par l'élargissement des fossés pour que l'eau printanière s'évacue le plus rapidement possible et emmène avec elle l'excès de sel qui rend la mise en culture impossible. En outre des puits de pompage sont construits. Ils servent à prélever de l'eau pour l'irrigation des terres agricoles, mais aussi à abaisser le niveau de la nappe phréatique pour s'assurer que les nombreuses maisons nouvellement construites, également dans des cuvettes autrefois considérées comme des petits lacs, et leurs caves restent au sec. La nappe phréatique étant la principale source d'alimentation en eau des lacs environnants, son abaissement d'une vingtaine de centimètres au cours des dernières décennies a une influence considérable sur l'extension des lacs. De plus, cet abaissement a rendu les fossés de drainage en grande partie inutiles car ils sont désormais généralement à sec. 

Évolution du Zicklacke au cours des derniers siècles
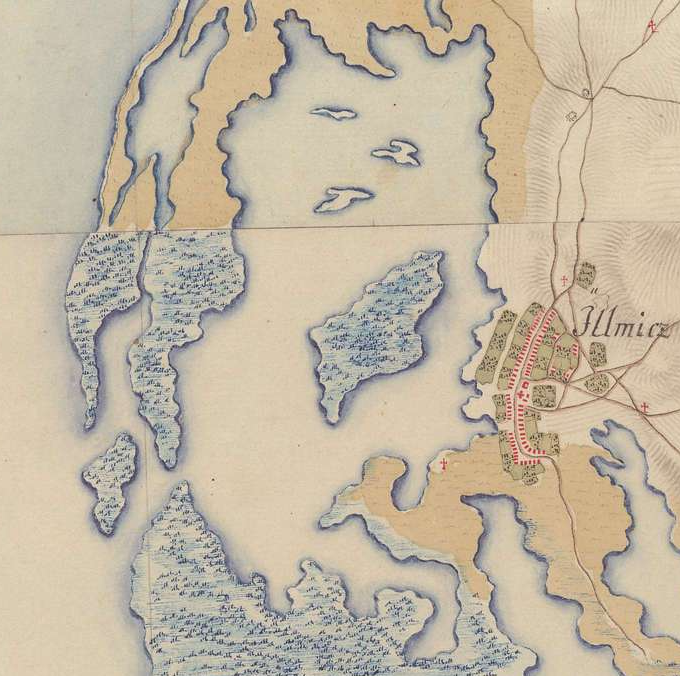
Vers 1780
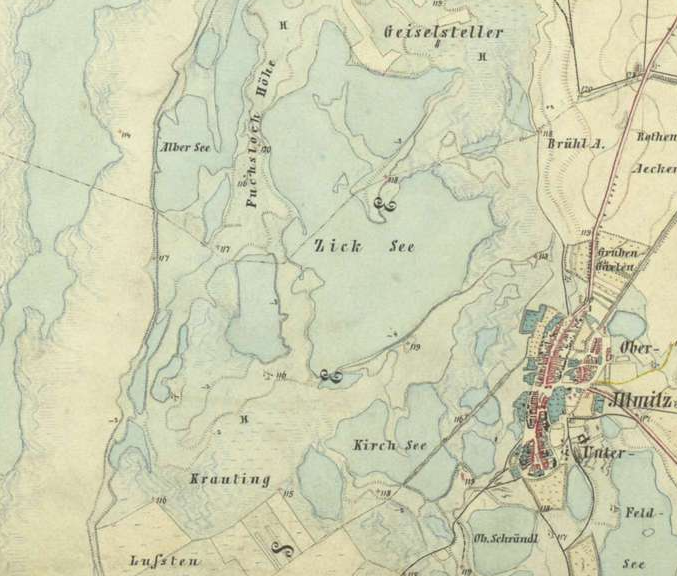
Vers 1870
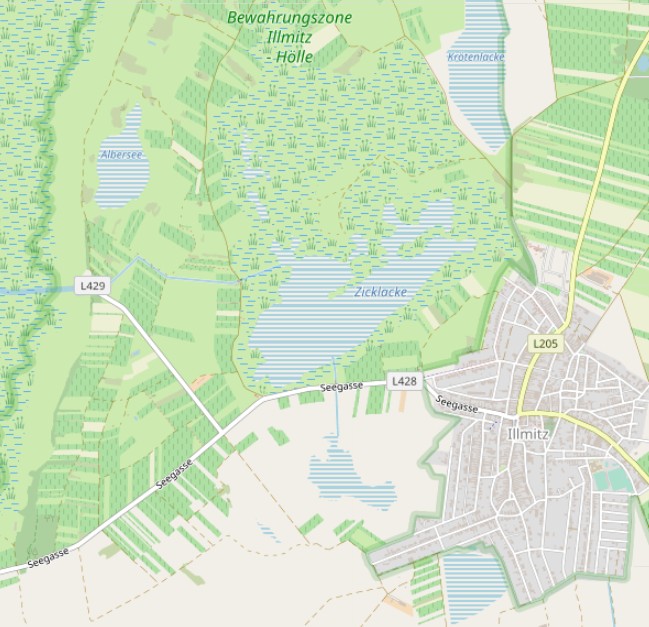
Carte actuelle

## Préservation

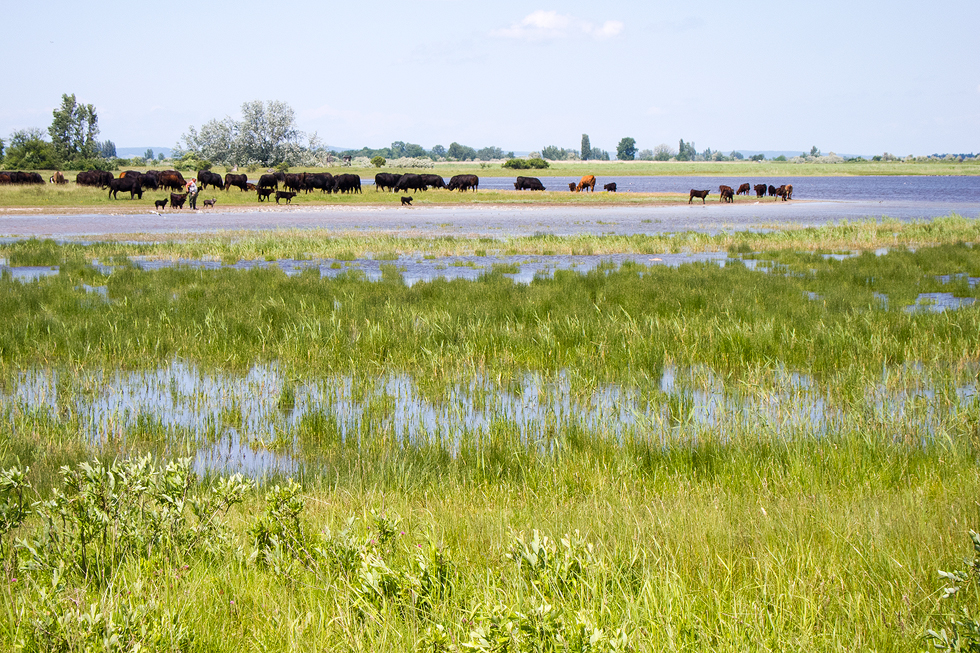
Le lac en pâture

La première mesure de protection du lac a été prise en 1964 par une ordonnance du land du Burgenland qui en a fait une zone naturelle protégée. Le land afferme aussi les terres environnantes à partir des années 1980, ce qui conduit à la création en 1993 d'une zone de protection complète de 3000 ha appelée Illmitz Hölle. Il est ensuite intégré au parc national de Neusiedler See – Seewinkel, commun avec la Hongrie, puis au patrimoine mondial de l'UNESCO en 2001 au titre du «Paysage culturel de Fertö / Neusiedlersee». La préservation des lacs de soude et de la salinité des sols en est un élément central qui s'oppose toutefois aux objectifs poursuivis jusqu'à présent.
Depuis le milieu des années 1980, avec la mise en service d'une station d'épuration, les eaux usées d'Illmitz ne sont plus introduites dans le lac. Le pâturage extensif a été repris à la même époque afin de lutter contre le développement des roselières.
Les mesures de renaturation envisagées sont un doublement de la surface du lac avec une extension des zones sans végétation sur son pourtour et une réduction de la fréquence et de la durée des périodes d'assèchement. Pour cela, il s'agirait de réduire massivement le pompage de l'eau de la nappe phréatique et de ne plus évacuer les eaux du lac lorsque le niveau est élevé au printemps afin de minimiser les pertes de sel. La coupe des roselières suivie d'un pâturage par des buffles et des porcs laineux est aussi recommandée. 

## Description

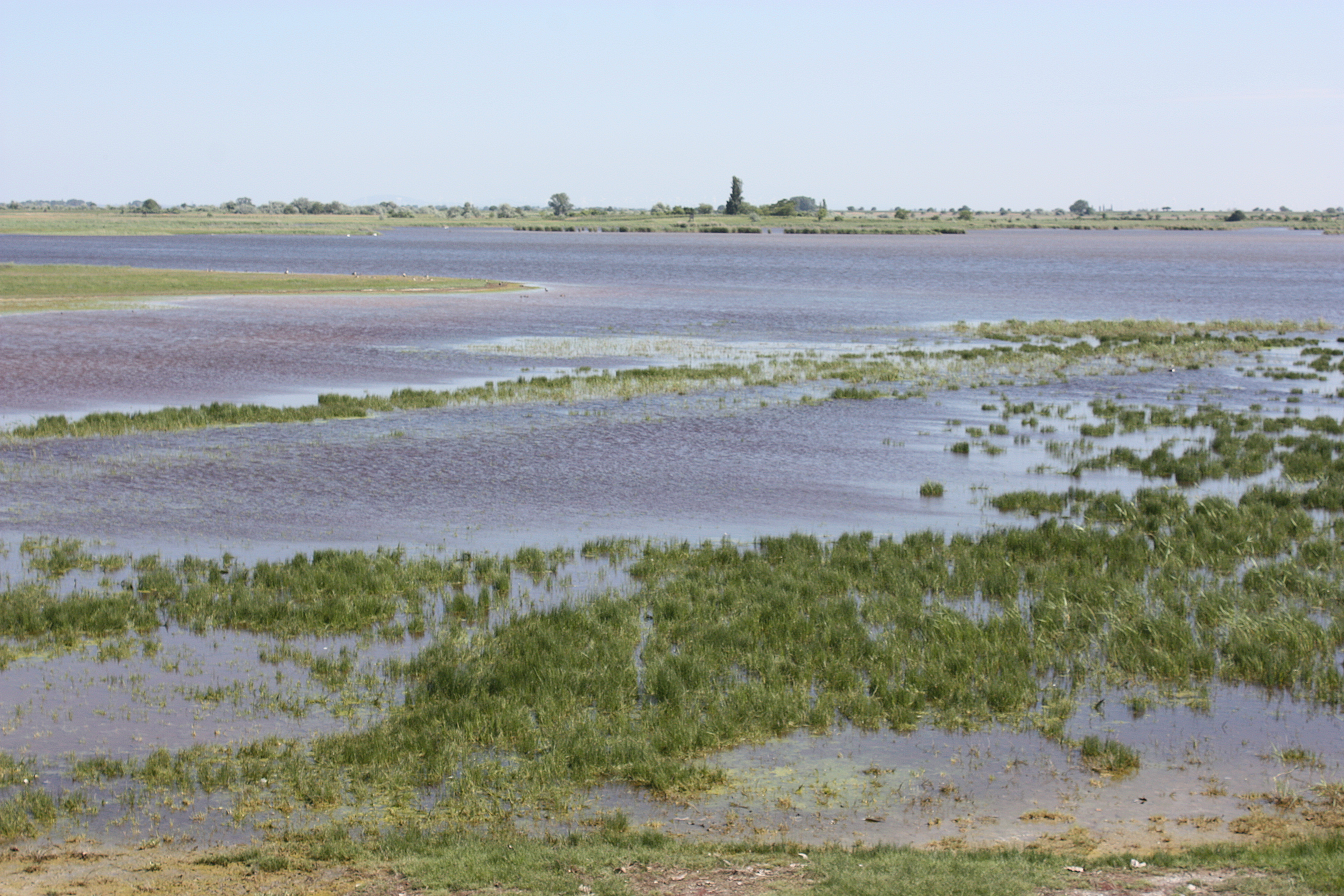
Le lac en mai

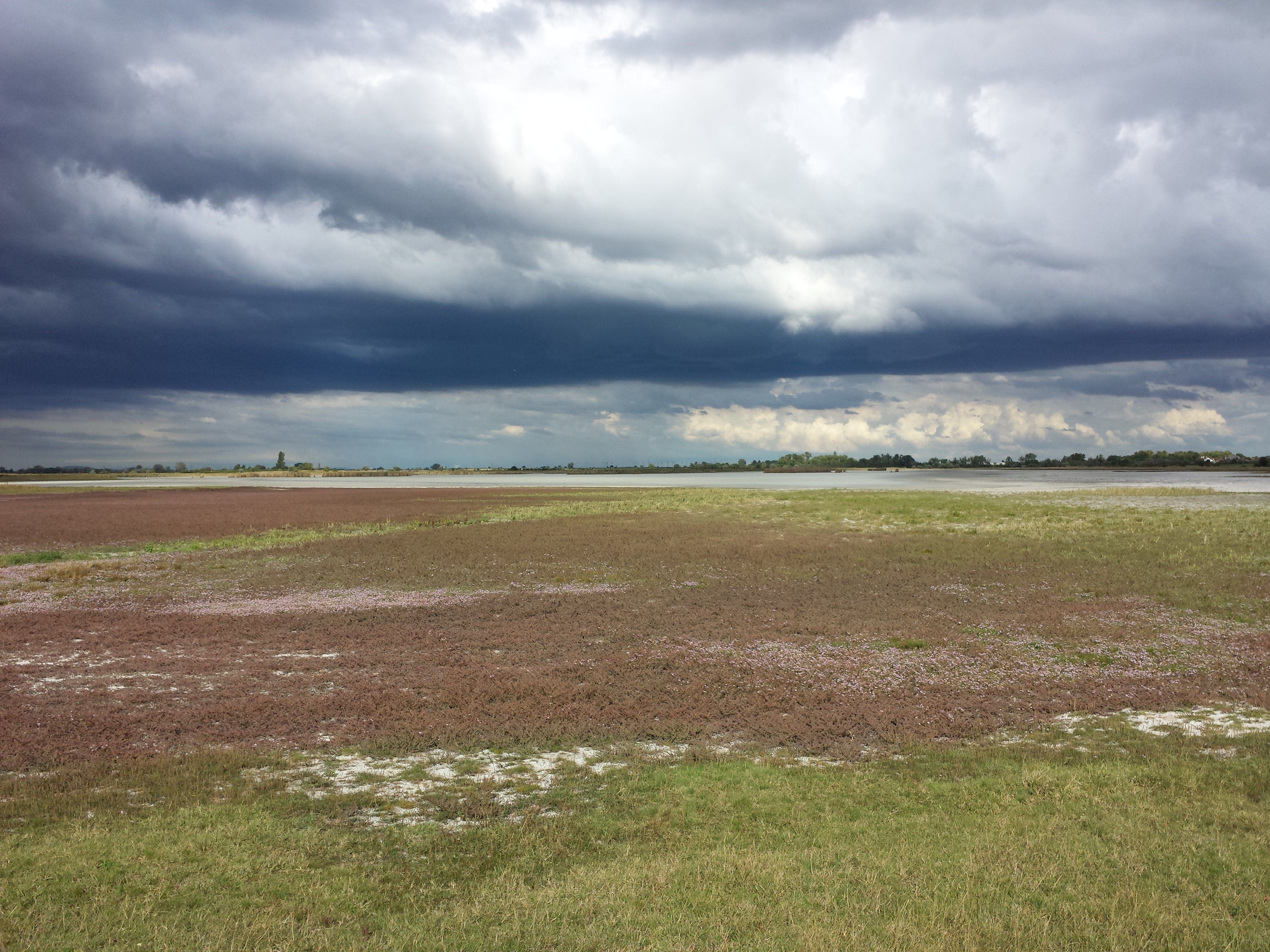
Les bords du lac en septembre

En tant que lac endoréique situé en terrain plat, sa taille varie fortement selon les saisons. Il est toutefois considéré que la surface en eau libre est de 54 ha, avec 87 ha de roselières sur le côté nord. La partie sud est la plus profonde (0,7 m) et n'est pratiquement jamais à sec. L'eau est la plus haute au début du printemps et la plus basse en été et au début de l'automne. C'est un lac de soude présentant un pH très élevé de 9,8 dû à une teneur élevée en bicarbonate de sodium (NaHCO3). Principalement alimenté par la nappe phréatique, celle-ci lui apporte aussi d'autres minéraux (calcium, magnésium) en hiver qui rendent l'eau un peu plus dure. En été, lorsque les températures augmentent, l'eau s'évapore et la salinité s'accroit et ces derniers forment alors des particules insolubles de moins d'un micromètre, notamment de la calcite (Ca2CO3), mais aussi de la dolomite et des silicates, qui rendent d'abord l'eau trouble lorsqu'elles sont en suspension mais finissent par se déposer au fond du lac. L'eau redevient alors plus douce. En raison des particules en suspension, l'eau n'est que peu transparente à certaines saisons et apparaît blanche. En été, lorsque le lac s'assèche, il est entouré d'un anneau de couleur blanche à cause du sel cristallisé. Ce comportement est toutefois perturbé depuis quelques décennies par le développement de la roselière. A cet endroit, l'eau est sombre car elle est riche en humus. La forte salinité du lac (entre 0,35 et 2 g/l selon les saisons) est due d'une part à ce que l'évaporation (environ 900 mm par an) dépasse nettement les précipitations annuelles (environ 600 mm), mais aussi au fait que l'eau du sous-sol local contient déjà une grande quantité de sel, notamment du sulfate, du chlorure, et surtout du bicarbonate de sodium.
Au XVIIIe siècle, le sel du lac était prélevé et vendu comme soude.

## Flore et faune

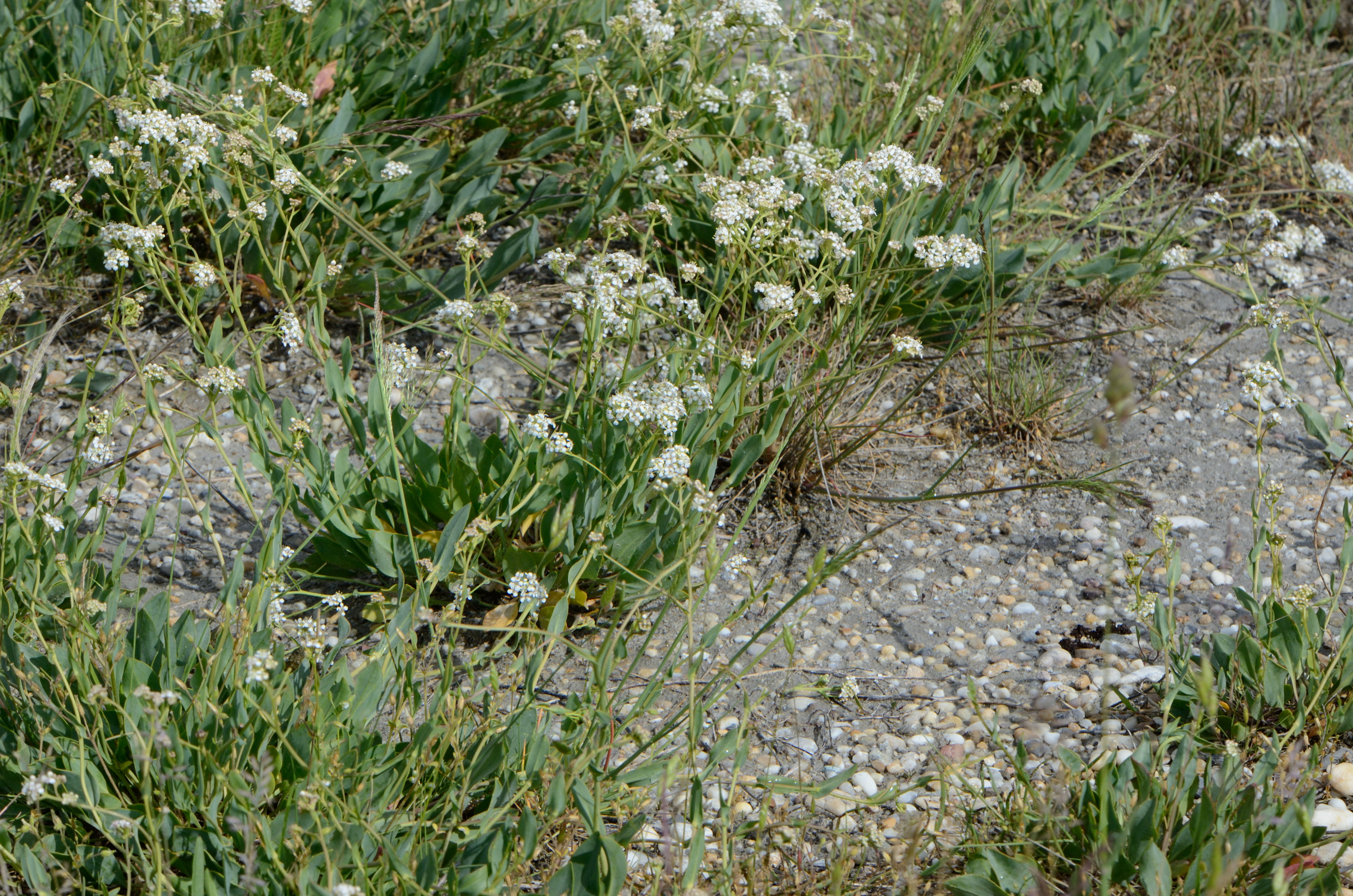
, une plante typique des steppes salées d’Eurasie

Comme la plus grande partie de l'eau du lac disparaît par évaporation, sa teneur en nutriments pour les plantes est très élevée, notamment celle du phosphore. Il en résulte un écosystème extrêmement productif, hypertrophe, et le fond du lac est couvert par un tapis d'algues. Là où il sèche en été, il laisse un biofilm ressemblant à du papier. Cependant, cette matière organique ne peut pas s'accumuler car elle est très rapidement décomposée par des bactéries dont l'action est favorisée par le grand nombre de fines particules en suspension et le pH élevé de l'eau. Mis à part les couches très proches de la surface, cette décomposition se fait de manière anaérobie, en absence d'oxygène. En tant que lac de soude, l'absence d'accumulation de matière organique et d'apport de sédiments par d'éventuels affluents fait que, malgré sa profondeur et contrairement aux lacs classiques, ce lac peut en principe subsister pendant de nombreux milliers d'années sans se combler.

### Zooplancton

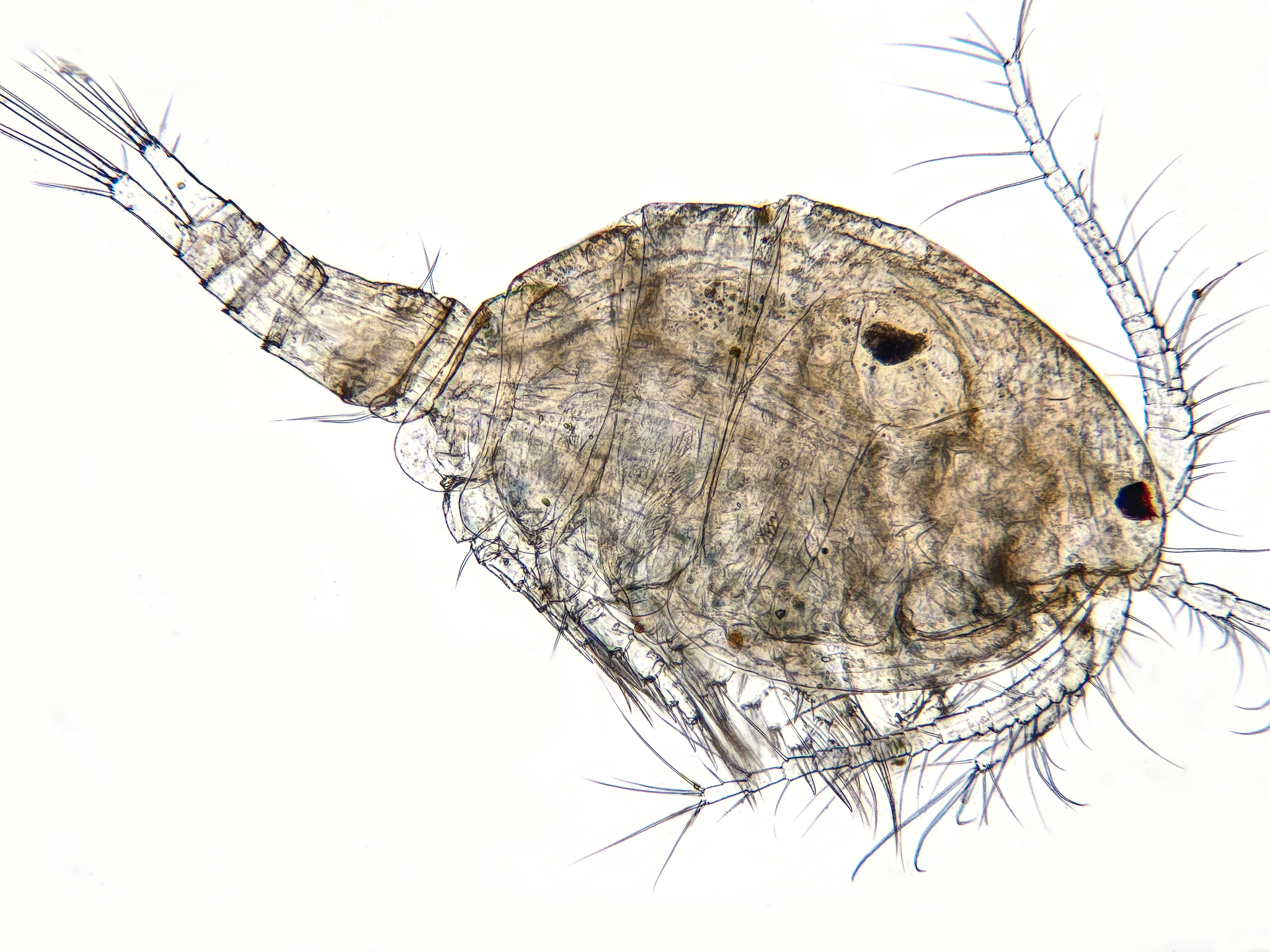
Megacyclops viridis

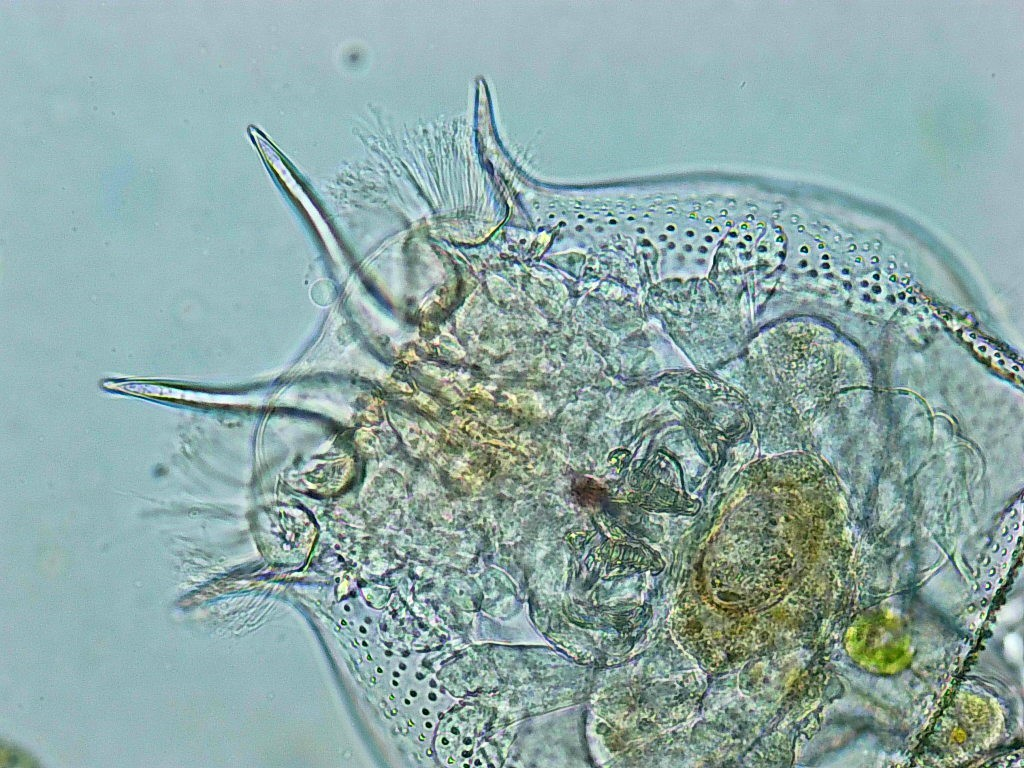
Brachionus quadridentatus

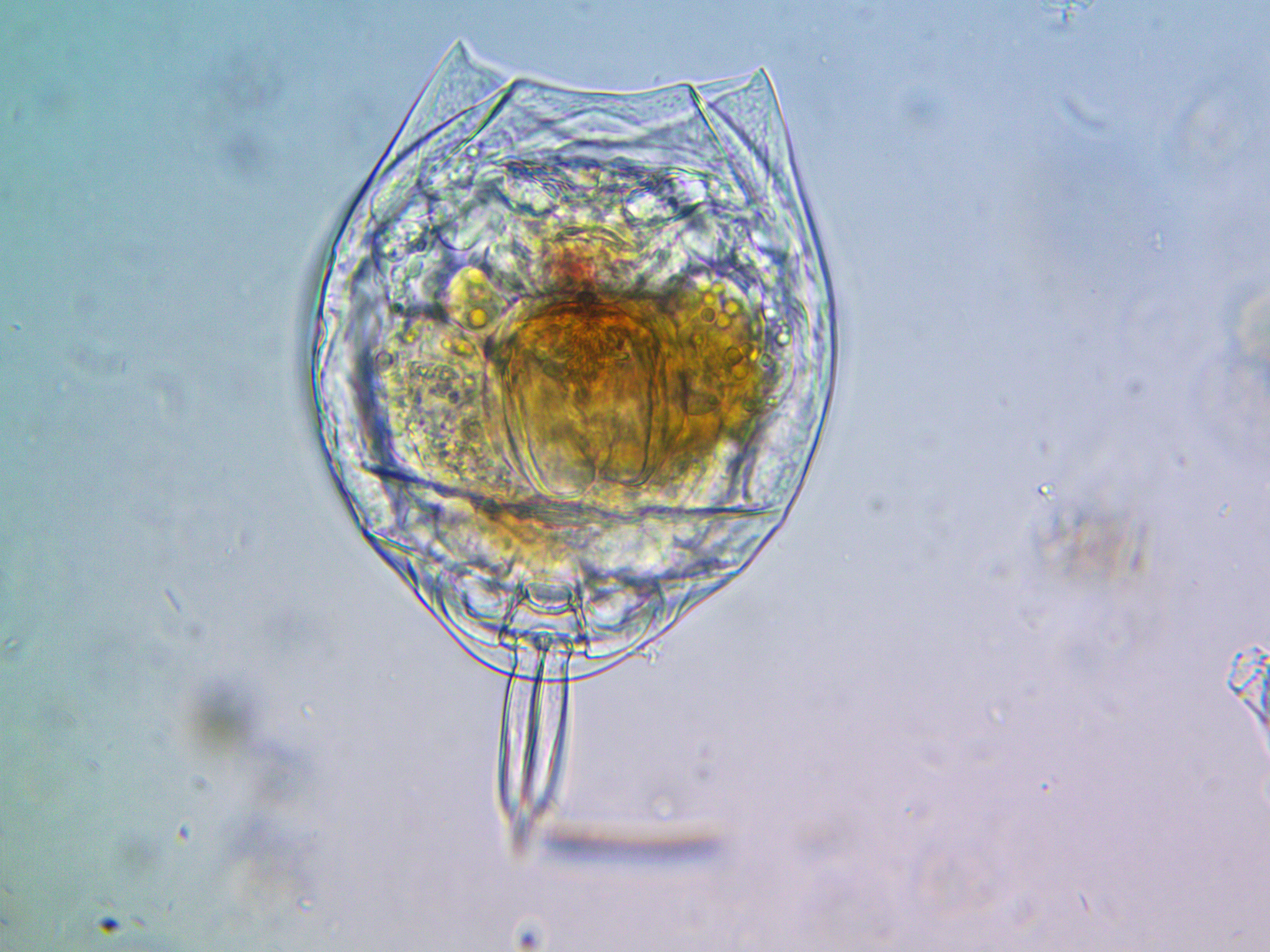
Lecane luna

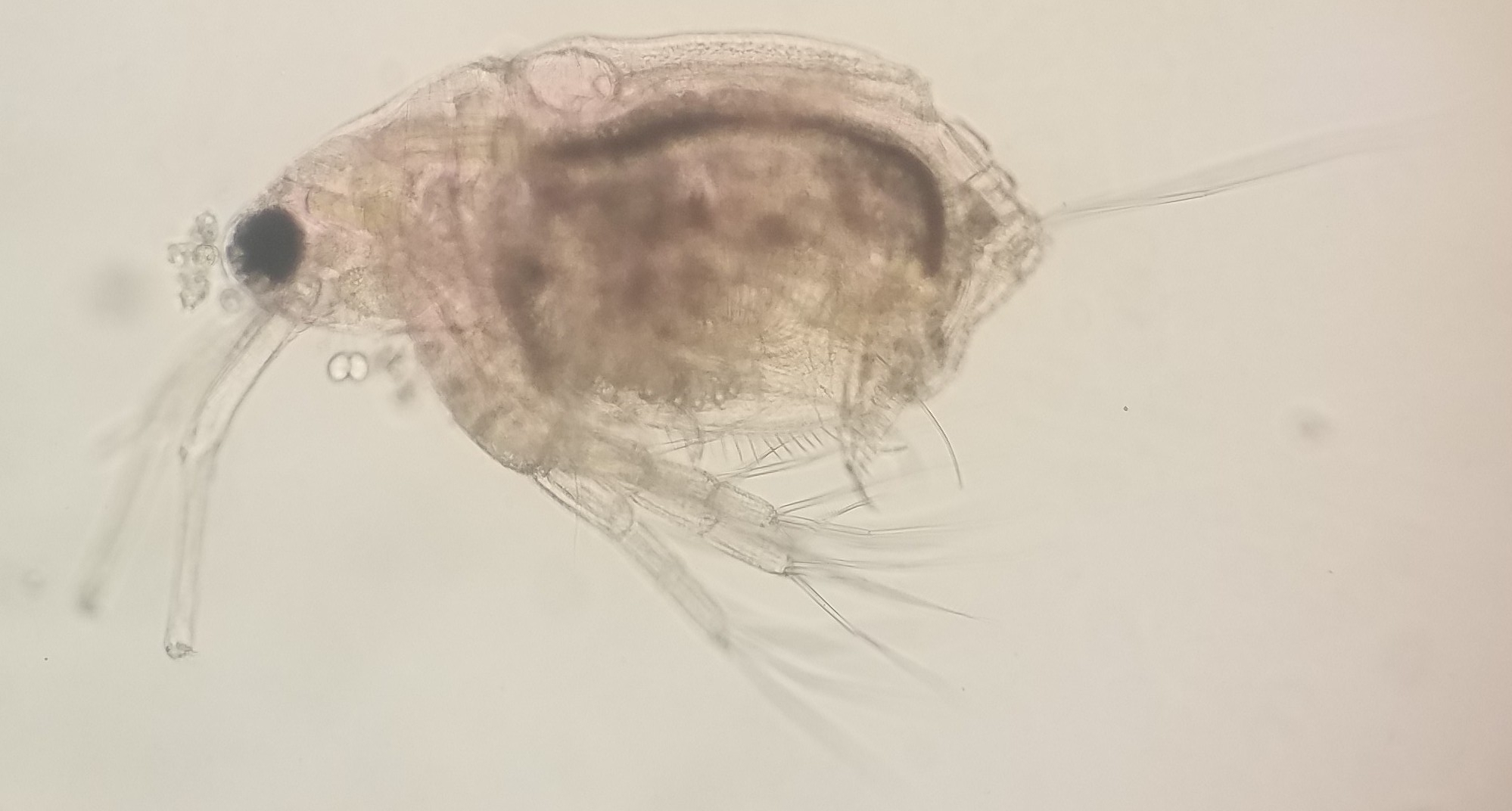
Moina brachiata

Le zooplancton de ce lac intermittent est formé d'espèces particulièrement bien adaptées à l'alternance de périodes sèches et humides, capables d'entrer en cryptobiose, de produire des œufs résistants à la dessiccation ou de connaître une croissance très rapide. Il est essentiellement constitué de microcrustacés et dans une moindre mesure de rotifères. Au printemps, comme dans la plupart des lacs de soude européens en bon état de conservation, l'espèce dominante était le copépode Arctodiaptomus spinosus qui apprécie particulièrement les eaux alcalines et qui résiste mieux à l'élévation de la salinité en été. La daphnie D. magna et le copépode Megacyclops viridis ainsi que Chydorus sphaericus se développent aussi dans la plupart des lacs de la région. Les rotifères Lophocharis salpina, Notholca acuminata, Notholca caudata, Polyarthra ainsi que des Cyclops ont été détectés seulement au mois de mars, en période de grandes eaux. Les rotifères Brachionus quadridentatus quadridentatus, Eosphora ehrenbergi, Hexarthra, les lécanes L. closterocerca, L. lamellata et L. luna, Lepadella ovalis, Lepadella patella, Lophocharis oxysternon, Mytilina ventralis, Trichocerca, les cladocères Macrothrix rosea, Moina brachiata, Scapholeberis rammneri, Simocephalus exspinosus et les copépodes Arctodiaptomus bacillifer et Diacyclops bicuspidatus ont été collectés seulement au début de l'été, juste avant la période de sécheresse estivale. En outre, c'est l'un des rares lacs de soude pannoniens où des Cephalodella forficula, des lécanes L. arcuata, L. ohioensis et L. ungulata ainsi que des Rhinoglena fertoeensis ont été trouvés.
Les diatomées ont été étudiées plus en détail. Cela a permis de mettre en évidence la présence des navicules N. veneta et N. wiesneri ainsi que des nitzschia N. frustulum, N. palea et N. supralitorea, comme dans de nombreux lac de la plaine Panonienne, mais aussi de Anomoeoneis sphaerophora, Craticula buderi, Ctenophora pulchella, Gomphonema parvulum, Halamphora (H. dominici, H. kevei, H. subcapitata, H. veneta), Nitzschia cf. gracilis, Surirella brebissonii, Tabularia fasciculata et Tryblionella apiculata. 

### Amphibiens
Pour les amphibiens, le Zicklacke est particulièrement favorable car il ne s'assèche que rarement et offre deux sortes de bordures: riche en végétation sur la rive nord et entièrement ouverte au sud. Il accueille le crapaud vert, le crapaud sonneur à ventre de feu, la rainette verte, le pélobate brun et le triton crêté du Danube.

### Insectes
Les punaises ont fait l'objet d'un recensement sur les terres sodifiées au sud du Zicklacke. 88 espèces y ont été identifiées. Les espèces caractéristiques du milieu sont Agramma atricapillum, Orthotylus schoberiae, Solenoxyphus fuscovenosus,  Conostethus hungaricus, Nabis lineatus, Henestaris halophilus, Parapiesma quadratum, Antheminia varicornis. Elles ont toutes été placées dans la liste rouge du Burgenland.

### Oiseaux
Facile d'accès et offrant une grande diversité, le Zicklacke est un site apprécié pour l'observation des oiseaux. Les rapports sont donc nombreux, portant sur 63 espèces. C'est un lieu de nidification pour le vanneau huppé et le chevalier gambette dès le mois de mars. Ils sont ensuite rejoints par l'échasse blanche, l'avocette élégante, le petit gravelot et le gravelot à collier interrompu. L'oie cendrée y élève ses petits à partir du mois d'avril. Il constitue aussi une étape pour les oiseaux migrateurs aquatiques, mais plutôt au printemps qu'à l'automne en raison des différences dans le niveau d'eau.

## Lacs périphériques
Au sud, le Kirchsee (le lac de l'église) était initialement relié au Zicklacke. Sa taille a été peu à peu réduite par les mesures d'assèchement. En 1940, c'était encore un grand lac blanc présentant une salinité et une alcalinité (pH = 9,5) élevée. Il était apprécié par les oiseaux aquatiques pour la nidification et la migration jusqu'à la fin du XXe siècle. Situé juste devant les maisons du village d'Illmitz, sa taille a cependant été réduite par les nouvelles constructions. Bien que sa cuvette naturelle couvre 101 ha, l'eau ne recouvre plus que 9 ha en 2011, seulement sur quelques centimètres et pendant quelques mois de l'année. À cette date, 17 ha de la cuvette étaient déjà recouverts par des lotissements et des remblaiements étaient en cours avec 40 ha supplémentaires prévus pour la construction. Le zooplancton s'y résume à deux espèces de daphnies, à des cyclops et à Macrothrix hirsuticornis et Arctodiaptomus bacillifer.
Côté est, le Krötenlacke (le lac des crapauds) était en lien avec le Zicklacke jusqu'au début du XXe siècle. Il en est entièrement séparé par une route depuis les années 1960. Situé dans une cuvette de 27 ha, son assèchement a été précoce, du nord vers le sud. En 1957, il est encore partiellement en eau pendant l'été mais c'est déjà le lac le plus riche en humus parmi les lacs étudiés à cette époque à cause d'une végétation abondante. Sa dégradation était aggravée par le fait que l'eau des sources qui l'alimentent est moins salée et plus dure que celle des autres lacs. En 1977, il est déjà décrit comme entièrement disparu et remplacé par une grande roselière. Il est toutefois encore sujet à des inondations au printemps et une renaturation peut être envisagée.